# Liechtensteins voetbalelftal (vrouwen)
Het Liechtensteins vrouwenvoetbalelftal is een voetbalteam dat Liechtenstein vertegenwoordigt in internationale wedstrijden, zoals het Europees kampioenschap.
Het team van Liechtenstein werd in 2017 opgericht en speelde in 2021 zijn eerste interland tegen Luxemburg, waarin met 1-2 verloren werd. De ploeg heeft zich nog nooit gekwalificeerd voor een internationaal kampioenschap.
De bijnaam van de ploeg is "The Blues-Reds", dat "De blauw-roden" betekent. Het elftal speelt zijn thuiswedstrijden in het Freizeitpark Widau.

## Selecties

### Huidige selectie
Deze spelers werden geselecteerd voor twee vriendschappelijke wedstrijden tegen Cyprus in oktober 2022.
| Doel                         |                      |                 |
|                              | Jara Ackermann       | BSC Young Boys  |
|                              | Marcia Bischofberger | FC Wil          |
|                              | Bettina Huber        | FC Staad        |
| Verdediging                  |                      |                 |
|                              | Fiona Batliner       | FC St. Gallen   |
|                              | Katja Beck           | FC Staad        |
|                              | Mia Hammermann       | FC Staad        |
|                              | Sophia Hürlimann     | FC Winterthur   |
|                              | Sina Kollmann        | FC Triesen      |
|                              | Elena Lohner         | FC Triesen      |
|                              | Flavia Scherrer      | FC Mels         |
| Middenveld                   |                      |                 |
|                              | Elis Eiler           | FC Staad        |
|                              | Eva Fasel            | FC Triesen      |
|                              | Nina Gassner         | FC Balzers      |
|                              | Camilla Kind         | FC Triesen      |
|                              | Camilla Lattorff     | FK Austria Wien |
|                              | Katharina Tschupp    | FC Luzern       |
|                              | Isabelle Wiebach     | FC Widnau       |
| Aanval                       |                      |                 |
|                              | Viktoria Gerner      | FC Wil          |
|                              | Christina Müssner    | FC Schlieren    |
|                              | Shania Vogt          | FC Staad        |
| Bondscoach: Philipp Riedener |                      |                 |